# Joop Ayal
Joop Ayal (Kisar, 18 september 1925 – Brussel, 28 mei 2013) was een van oorsprong Indonesische saxofonist (bariton, sopraan en tenorsaxofoon), fluitist, klarinettist en zanger in de jazz.
Ayal kwam in 1948 naar Nederland, waar hij begin jaren vijftig Rita Reys begeleidde. In 1951 verhuisde hij naar België. Hij speelde tot 1965 in Brussel met onder meer Francis Bay in Au Gaity en andere clubs. Ook studeerde hij in Brussel, aan de Académie Royale. In Berklee School of Music in Boston studeerde hij arrangeren en orkestratie. Na zijn tijd in Brussel werkte hij voor de Vlaamse televisie en leidde hij een eigen groep. Rond 1987 werd Ayal saxofonist in het Waso Quartet met Koen De Cauter waar hij ook contrabas heeft gespeeld, in deze groep speelde hij mee op plaatopnames. In de jaren negentig speelde hij vaak met de band van Vicky Down. Verder speelde hij onder meer in het Retro Jazz Orchestra.
Zijn dochter is de zangeres Lena Ayal. Joop Aayal speelde mee op haar tweede album 'It Had to Be You' (2010) en schreef hiervoor arrangementen.

## Discografie (selectie)
- Django! (tribute-plaat groep met o.m. Ayal, Koen De Cauter, Waso de Cauter en Dajo de Cauter), WERF Records, 2004

met Waso Quartet:
- Round About Midnight, Cirkel Production, 1987

met Retro Jazz Orchestra:
- That's My Desire, Evil Penguin Records, 2005

## Referentie
- Biografie opwebpagina Joop Ayal
- Biografie Joop Ayal, op Jazz in Belgium